# Al Quwaysimah
Al Quwaysimah är en del av en befolkad plats i Jordanien.   Den ligger i guvernementet Amman, i den centrala delen av landet, i huvudstaden Amman. Al Quwaysimah ligger 984 meter över havet och antalet invånare är 32 396.
Terrängen runt Al Quwaysimah är platt åt sydväst, men åt nordost är den kuperad. Al Quwaysimah ligger uppe på en höjd. Runt Al Quwaysimah är det mycket tätbefolkat, med 1 221 invånare per kvadratkilometer. Närmaste större samhälle är Amman, 5,0 km norr om Al Quwaysimah. Runt Al Quwaysimah är det i huvudsak tätbebyggt.